# Hari Habrian
Hari Habrian (sinh ngày 28 tháng 4 năm 1992) là một cầu thủ bóng đá người Indonesia hiện tại thi đấu ở vị trí tiền vệ cho Persita Tangerang ở Liga 2.

## Sự nghiệp

### Persita Tangerang
Anh có màn ra mắt trước Persikabo Bogor trong vòng đầu của Indonesia Soccer Championship 2016 B.